# Bolívia az 1976. évi nyári olimpiai játékokon
Bolívia a kanadai Montréalban megrendezett 1976. évi nyári olimpiai játékok egyik részt vevő nemzete volt. Az országot az olimpián 4 sportágban 4 sportoló képviselte, akik érmet nem szereztek.

## Atlétika
Férfi
| Versenyző       | Versenyszám | Döntő   | Döntő    |
| Versenyző       | Versenyszám | Idő     | Helyezés |
| --------------- | ----------- | ------- | -------- |
| Lucio Guachalla | Maraton     | 2:45:31 | 60.      |

## Kerékpározás

### Országúti kerékpározás
Férfi
| Versenyző   | Versenyszám   | Idő           | Helyezés      |
| ----------- | ------------- | ------------- | ------------- |
| Marco Soria | Mezőnyverseny | nem ért célba | nem ért célba |

### Pálya-kerékpározás
Időfutam
| Versenyző   | Versenyszám  | Idő      | Helyezés |
| ----------- | ------------ | -------- | -------- |
| Marco Soria | Férfi egyéni | 1:14,480 | 26.      |

## Lovaglás
Díjugratás
| Versenyző             | Ló       | Versenyszám | 1. forduló   | 1. forduló   | 2. forduló | 2. forduló | Összesen | Összesen |
| Versenyző             | Ló       | Versenyszám | Pont         | Hely.        | Pont       | Hely.      | Pont     | Helyezés |
| --------------------- | -------- | ----------- | ------------ | ------------ | ---------- | ---------- | -------- | -------- |
| Roberto Nielsen-Reyes | Concorde | Egyéni      | visszalépett | visszalépett | kiesett    | kiesett    | kiesett  | kiesett  |

## Sportlövészet
Nyílt
| Versenyző     | Versenyszám    | Pont | Helyezés |
| ------------- | -------------- | ---- | -------- |
| Jaime Sánchez | Szabadpisztoly | 531  | 39.      |